# Sarabande
Pour les articles homonymes, voir Sarabande (homonymie).

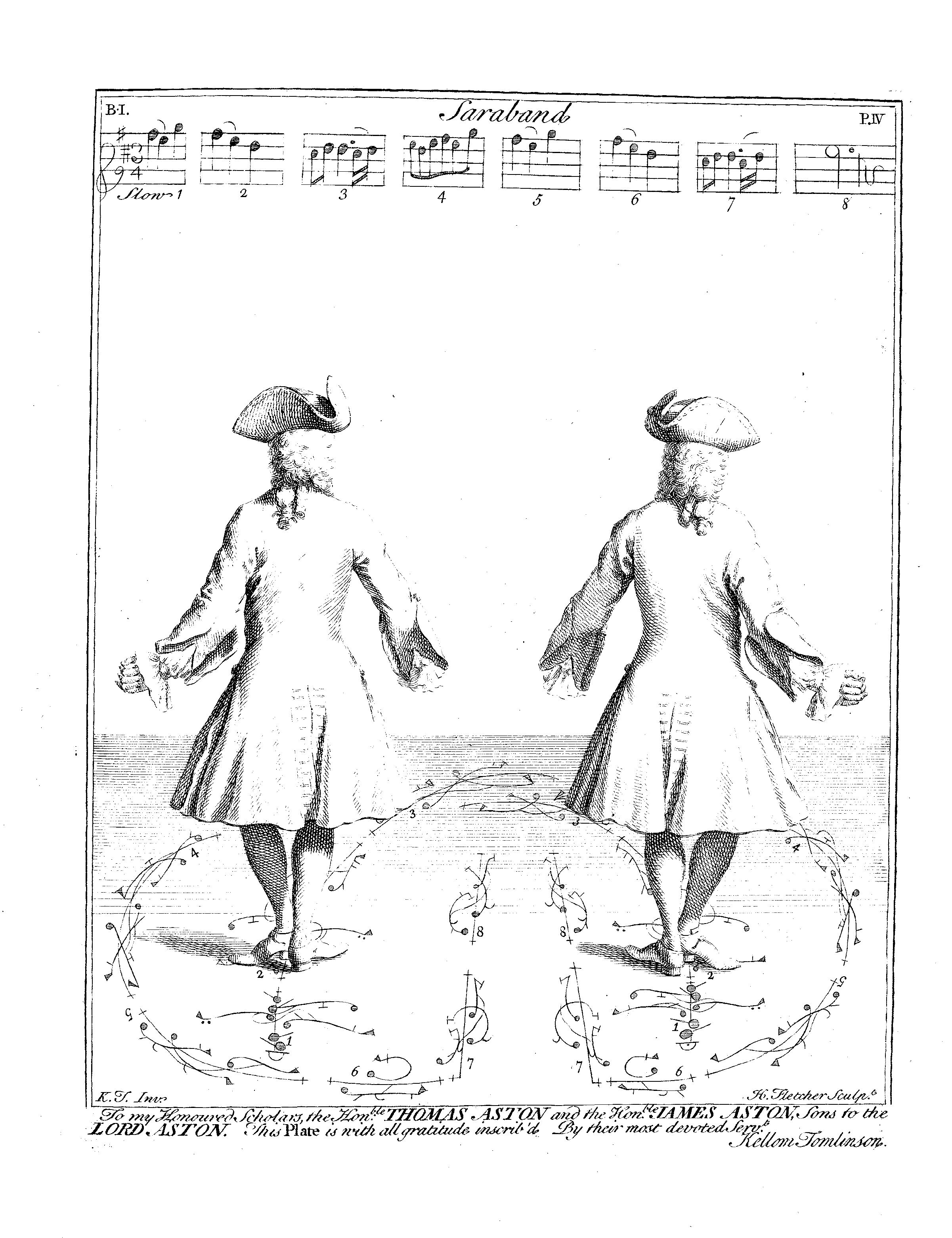
Illustration de 1735.

La sarabande est une danse lente et en même temps une danse forte, douce et noble, de coupe binaire avec reprise, à trois temps sans levée, se terminant fréquemment sur le 2e temps. La mesure est notée le plus souvent à 
, parfois à 
.

## Avant 1700
L'origine, discutée, de la sarabande, paraît être espagnole, voire sud-américaine. L'étymologie demeure incertaine. Le terme serait dérivé du persan sarband qui signifie turban.
La danse, à l'origine rapide, s'est ralentie pour se rapprocher du menuet, avec lequel elle partage la mesure et en général l'absence de levée pour devenir la pièce lente, solennelle et ornée de la suite de danses.
Introduite en Espagne vers 1580, elle devient populaire entre 1580 et 1610. Elle s'accompagne de castagnettes. Elle est alors encore rapide, énergique, ou au contraire lente et sensuelle (Cervantès la décrit comme étant « lente et compassée » ). Elle peut être chantée et ses paroles lascives ont même conduit à son interdiction temporaire par Philippe II (1583). Elle est « si lascive dans ses paroles, si impudique dans ses mouvements qu’elle suffit à enflammer même les personnes les plus honnêtes » (Juan de Mariana, Tratado contra los juegos publicos, 1609).
« La sarabande a été défendue par l’Inquisition d’Espagne tant elle la jugea capable d’émouvoir les Passions tendres, de dérober le Cœur par les Yeux, et de troubler la Tranquillité de l’Esprit. La Sarabande est une sorte de Danse passionnée, qui vient d’Espagne, et dont les Maures de Grenade ont été les Inventeurs » (Miege-Cotgrave, 1688).
La sarabande passe en France vers 1620. Elle est encore rapide. En 1635, Richelieu danse une « folle sarabande » devant Anne d'Autriche. Mersenne, en 1636, la décrit comme une danse vive à 3 temps.
« M. le Cardinal, à ce qu’il paraît, la poursuit et la persécute plus que jamais. Il ne peut pas lui pardonner l’histoire de la sarabande. Vous savez l’histoire de la sarabande ?
- Pardieu, si je la sais ! répondit d’Artagnan, qui ne savait rien du tout, mais qui voulait avoir l’air d’être au courant ». (Alexandre Dumas, Les Trois Mousquetaires, VIII (115).
On considérait la sarabande comme la danse enseignée par le diable pour que les sorcières la dansassent lors du sabbat.

## Après 1700
On trouve des sarabandes avec levée, comme la chaconne de la Partita pour violon en ré mineur de Bach, ou la sarabande canonique de l'Ouverture en si mineur de Bach, BWV 1067.
Rythmiquement, la sarabande se caractérise par l'allongement du 2e temps (noire-noire pointée-croche), souvent une mesure sur deux. Contrairement à ce qui est souvent indiqué, le temps long n'est pas accentué car il correspond à un pas glissé (cf. Furetière ci-dessous). On constate fréquemment la présence d'hémioles aux cadences.
La sarabande fait partie des quatre danses principales de la suite à l'âge baroque et se joue ordinairement après la courante. Elle précède en principe la gigue, mais avec possibilité d'intercaler entre elles certaines danses optionnelles (« galanteries ») telles que : menuet, gavotte, bourrée, passepied, rigaudon, etc.
Il arrive que deux sarabandes s'enchaînent (Rameau, Premier livre). Dans les Suites anglaises no 2 et 3, Bach propose une Sarabande, suivie des « agréments de la même sarabande », version servant probablement à l'ornementation des reprises, plutôt qu'à l'exécution successive des deux versions.
La chaconne ou « sarabande légère » et la passacaille sont également des sarabandes, ainsi que la Folia, « la plus célèbre des mélodies de sarabande » (Taubert, 1717) ; mais toutes trois sont traitées en variations.

## Citations
Antoine Furetière, Dictionnaire, 1690 :
« Composition de musique dansée qui est de mesure ternaire [à 3 temps] & qui ordinairement finit en levant, à la différence de la Courante, qui se termine en baissant la main, quand on bat la mesure.
La Sarabande est venue des Sarrasins, aussi bien que la chaconne. Elle a été ainsi nommée, selon quelques-uns, à cause d’une comédienne appelée Sarabanda qui la dansa la première en France. Quelques-uns, croyant que ce mot vient de “sarao”, qui en espagnol signifie “bal”. On la danse ordinairement au son de la guitare ou des castagnettes ».
Sébastien de Brossard, Dictionnaire de musique, 1701 :
sorte de menuet au tempo lent et à l’humeur sérieuse. « La sarabande n’étant à la bien prendre qu’un menuet, dont le mouvement est grave, lent, sérieux » (Brossard, 1708).
Pepusch, Short Explic in Foreign Words in Music, Londres, 1724 : 
« sorte d’air toujours ternaire (in Triple Time), et communément joué de manière très grave et sérieuse. N.B. La sarabande et le menuet sont très proches à bien des égards, excepté par le mouvement » (« excepting the different Time and Movement they are play’d in »)
Pour Nichelman (élève de Bach) :
Mélodie « sérieuse et grave ». Elle a « le pouvoir d’élever l’esprit dans une sphère particulière, de le frapper d’admiration et de l’inciter à l’admiration » (R. Steglich, préface des Suites françaises de J.S. Bach, Henle Verlag, 1972).
Rémond de Saint-Mard, Réflexions sur l’opéra, Paris, 1749 :
Cette danse « toujours mélancolique, respire une tendresse sérieuse et délicate ».
Jean-Jacques Rousseau, Dictionnaire de musique, Genève, 1777 :
« Air d’une danse grave, portant le même nom, laquelle paraît nous être venue d’Espagne, et se dansait autrefois avec des castagnettes. Cette danse n’est plus en usage, si ce n’est dans quelques vieux opéras français. L’air de la sarabande est à 3 temps lents ».

## Exemples de sarabandes
- La sarabande de la suite n° 4 en ré mineur (HWV 437) de Georg Friedrich Haendel, extraite du volume 2 des Suites de pièces pour le clavecin.
- La sarabande de l'ouverture n° 2 en si mineur (BWV 1067) de Johann Sebastian Bach (voir Suites pour orchestre de Bach).